# Maulais
Maulais est une ancienne commune française située dans le département des Deux-Sèvres, en région Nouvelle-Aquitaine. De 1973 à 2013, elle est associée à la commune de Taizé, avant de fusionner avec elle au 1er janvier 2014.

## Géographie

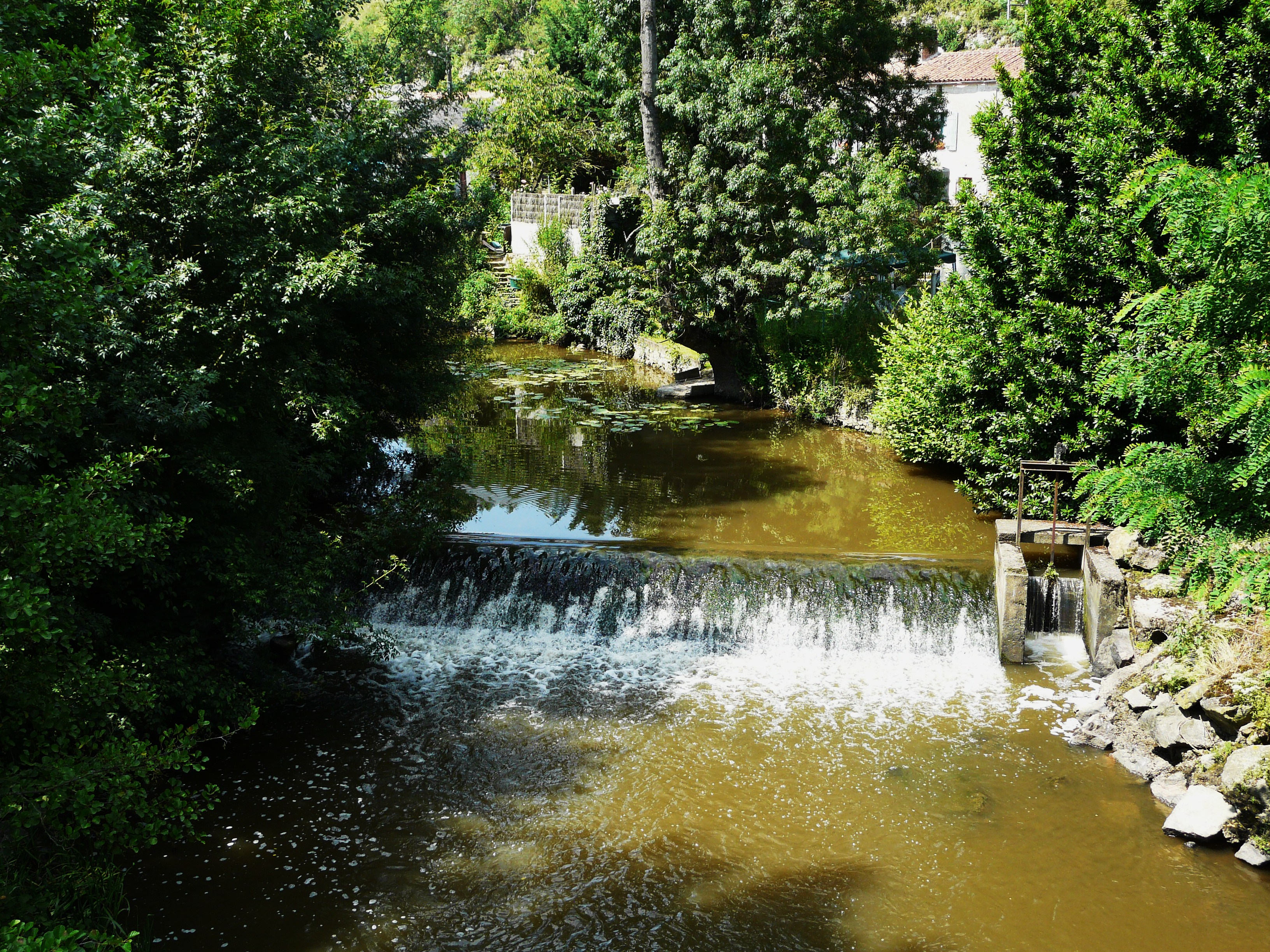
Le Thouaret à Maulais.

En Thouarsais, au nord-est du département des Deux-Sèvres, Maulais forme la partie occidentale de la commune de Taizé-Maulais. Elle est baignée par le Thouaret, un sous-affluent de la Loire.

## Histoire

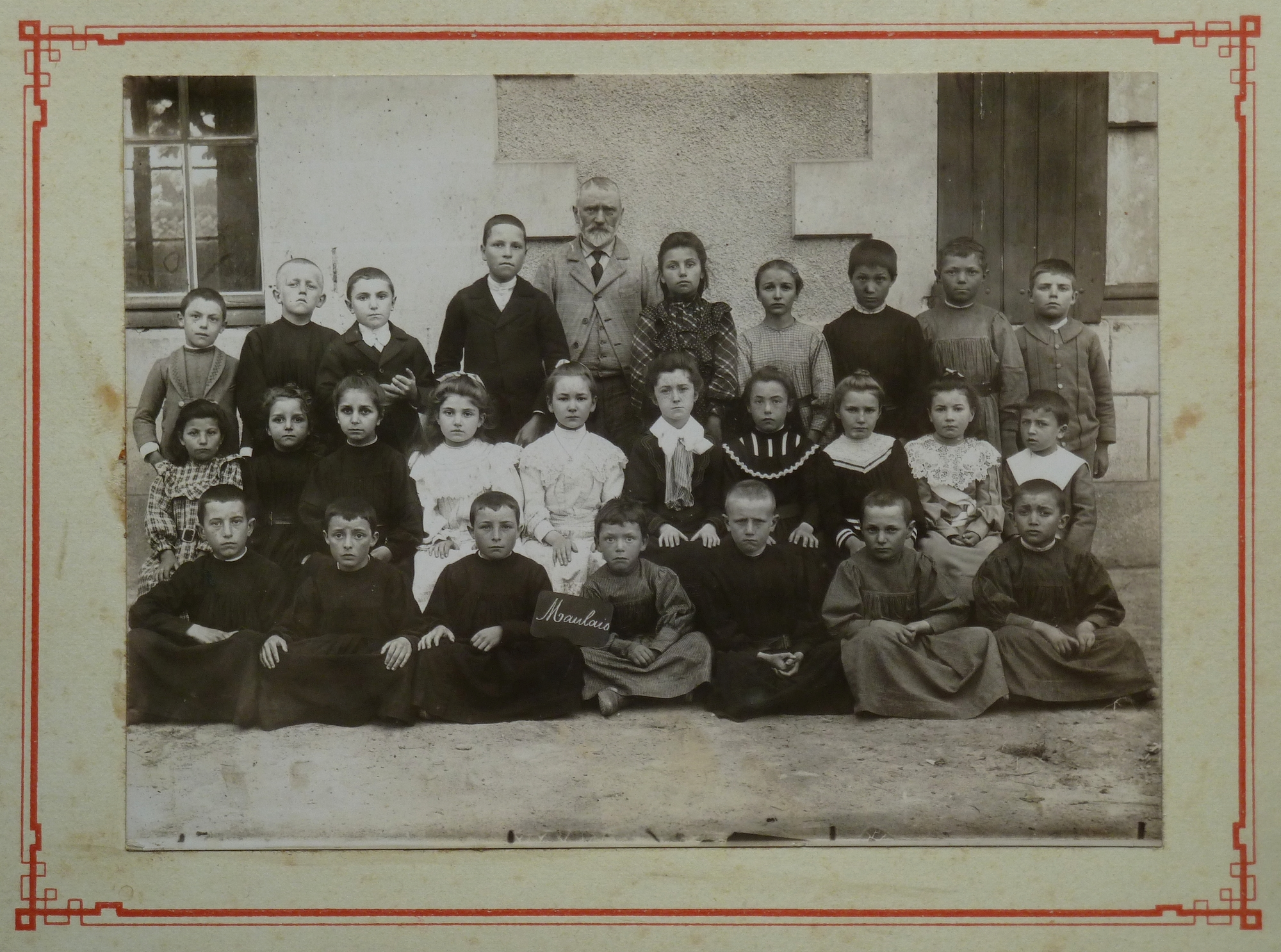
Photo d'une classe à Maulais (vers 1890 ?).

Maulais est une commune créée à la Révolution française.
Par arrêté préfectoral du 8 décembre 1972, effectif le 1er janvier 1973, la commune de Maulais entre en fusion-association avec celle de Taizé.
Par arrêté préfectoral du 19 décembre 2013, cette association a été transformée en fusion simple avec effet au 1er janvier 2014, mettant ainsi fin au statut de commune associée de Maulais. La commune issue de cette fusion prend le nom de Taizé-Maulais.

## Démographie
Au 1er janvier 2012, la commune associée de Maulais compte 204 habitants.
| 1793 | 1800 | 1806 | 1821 | 1831 | 1836 | 1841 | 1846 |
| ---- | ---- | ---- | ---- | ---- | ---- | ---- | ---- |
| 410  | 288  | 374  | 361  | 339  | 350  | 334  | 321  |

| 1851 | 1856 | 1861 | 1866 | 1872 | 1876 | 1881 | 1886 |
| ---- | ---- | ---- | ---- | ---- | ---- | ---- | ---- |
| 344  | 376  | 362  | 365  | 310  | 328  | 321  | 310  |

| 1891 | 1896 | 1901 | 1906 | 1911 | 1921 | 1926 | 1931 |
| ---- | ---- | ---- | ---- | ---- | ---- | ---- | ---- |
| 296  | 275  | 279  | 271  | 264  | 249  | 270  | 266  |

| 1936 | 1946 | 1954 | 1962 | 1968 | - | - | - |
| ---- | ---- | ---- | ---- | ---- | - | - | - |
| 273  | 232  | 245  | 266  | 217  | - | - | - |